# Michael Cimino
Michael Cimino (Nova York, 3 de febrer de 1939 – 2 de juliol de 2016) fou un director, guionista i productor de cinema estatunidenc.

## Biografia
Cimino va néixer a la ciutat de Nova York el 3 de febrer de 1939. Va ser considerat com un prodigi a les escoles privades a les quals el van enviar els seus pares; però es va rebel·lar de més gran i com a adolescent alternà amb delinqüents, barallant-se i tornant a casa borratxo. Cimino es va graduar a la Westbury High School el 1956. A Yale, Cimino va continuar estudiant pintura, arquitectura i història de l'art i es va implicar en el teatre.
Cimino va debutar en el cinema com a guionista. En particular els guions de Silent Running de Douglas Trumbull i de la segona part de la saga de l'Inspector Harry Callahan Magnum Force. Va passar a la realització amb la pel·lícula  Thunderbolt and Lightfoot, amb Clint Eastwood. La seva segona pel·lícula El caçador, va trobar un immens èxit crític i comercial i va valer a Michael Cimino l'Oscar al millor director.
Amb la forca d'aquest èxit, Cimino va obtenir de la United Artists el control total per a la seva pel·lícula seguint, La porta del cel. La pel·lícula, un fiasco financer que va conduir United Artists a la fallida, és no obstant això considerada avui com una pel·lícula de culte.

## Filmografia

### Director
- 1974: Un botí de 500.000 dòlars (Thunderbolt and Lightfoot)
- 1978: El caçador (The Deer Hunter)
- 1980: La porta del cel (Heaven's Gate)
- 1985: Manhattan sud (Year of the Dragon)
- 1987: The Sicilian
- 1990: 37 hores desesperades (Desperate Hours)
- 1996: The Sunchaser

### Guionista
- 1973: Magnum Force
- 1974: Un botí de 500.000 dòlars (Thunderbolt and Lightfoot)
- 1975: Naus silencioses (Silent Running)
- 1978: El caçador (The Deer Hunter)
- 1980: The Rose
- 1980: La porta del cel (Heaven's Gate)
- 1985: Manhattan sud (Year of the Dragon)

### Productor
- 1978: Un botí de 500.000 dòlars (The Deer Hunter)
- 1987: The Sicilian
- 1990: 37 hores desesperades (Desperate Hours)
- 1996: The Sunchaser